# 忻州窑街道
忻州窑街道，是中华人民共和国山西省大同市云冈区下辖的一个乡镇级行政单位。2021年3月，撤销忻州窑街道，整建制并入平旺乡。

## 行政区划
忻州窑街道下辖以下地区：
兴安街社区、前永平街社区和永红街社区。